# اس‌ام یوسی-۱۰۸
اس‌ام یوسی-۱۰۸ (به انگلیسی: SM UC-108) یک زیردریایی است که طول آن ۱۸۵ فوت ۵ اینچ (۵۶٫۵۲ متر) می‌باشد. این زیردریایی در سال ۱۹۱۸ ساخته شد.